# Кеглєваць
45°59′ пн. ш. 16°56′ сх. д. / 45.98° пн. ш. 16.94° сх. д.
Кеглєваць (хорв. Kegljevac) — населений пункт у Хорватії, у Б'єловарсько-Білогорській жупанії у складі громади Велико Тройство.

## Населення
Населення за даними перепису 2011 року становило 63 осіб.
Динаміка чисельності населення поселення: